# Molí d'en Roca (Seròs)
El Molí d'en Roca és una obra de Seròs (Segrià) inclosa a l'Inventari del Patrimoni Arquitectònic de Catalunya.

## Descripció
Molí de construcció moderna i rehabilitat per a ús particular. Es tracta d'una construcció situada en un terreny amb un suau desnivell, de planta rectangular, planta baixa i dos pisos, i teulat a dues aigües. Les finestres són rectangulars, mentre que la porta d'accés presenta un arc carpanell. Encara es conserva l'obertura que permetia l'entrada de la canal d'aigua al molí, d'arc de mig punt adovellat.